# خان قشلاقی یک
خان قشلاقی یک یک روستا در ایران است که در دهستان ساوالان واقع شده‌است. خان قشلاقی یک ۵۷۱ نفر جمعیت دارد.